# Saitis annae
Saitis annae là một loài nhện trong họ Salticidae.
Loài này thuộc chi Saitis. Saitis annae được Cockerell miêu tả năm 1894.